# Durru Shehvar
Princezna Hatice Hayriye Ayşe Dürrüşehvar Sultan (26. ledna 1914, Üsküdar – 7. února 2006, Paříž) byla dcera Abdulmecida II, který byl posledním sultánem Osmanské říše a posledním chalífou Islámu. Díky sňatku byla nositelkou titulu princezna provincie Berar. Před rozpadem říše byla sultánkou a vysoce postavenou členkou dynastie (do roku 1922). 

## Životopis

### Dětství
Princezna se narodila v Üsküdaru v Istanbulu v době, kdy byl pád Osmanské říše už téměř jistý. Její otec, sultán Abdulmecid II., odešel do exilu do Paříže v roce 1924, kdy byl sesazen z trůnu Mustafou Kemalem Atatürkem. 

### Manželství
Po útěku sultánské rodiny do exilu byla Shehvar požádána o ruku perským šáhem Rezou Pahlavím a egyptským králem Fuadem I. Oba panovníci ji chtěli jako nevěstu pro své dědice, Muhammada Rézu Pahlavího a Farúka I. Nakonec se ale 12. listopadu 1931 provdala za Azama Jaha, posledním vládcem města Hajdarábád. Její první sestřenice, princezna Niloufer se provdala za Moazzama Jaha, který byl bratrem jejího manžela. 
Svatba princezny Shehvar se konala na jihu Francie a oddal je Maulana Shaukat Ali (bratr Maulana Muhammada Ali Johara, vládce Chalífátu v Indii).

### Pozdější život

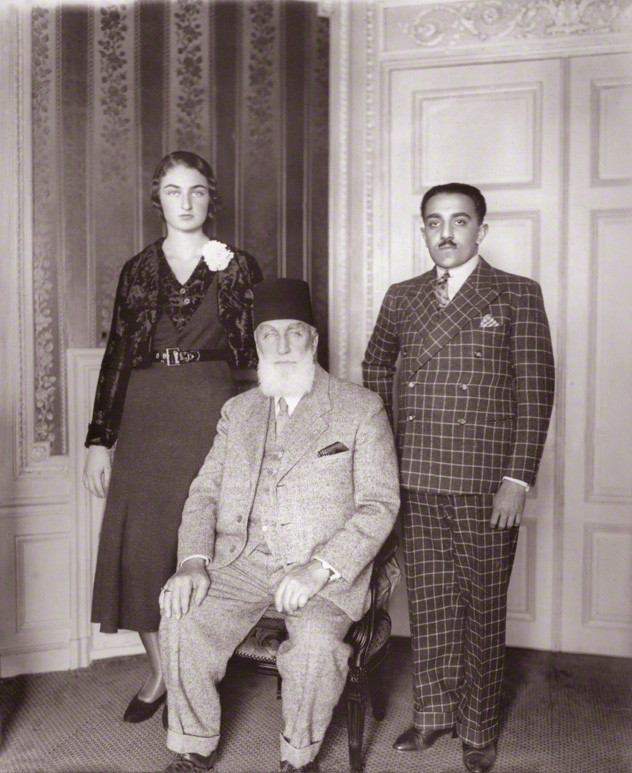
Princezna Dürrühsehvar s jejím otcem Abdülmecidem II a jejím manželem Azamem Jahem, v roce 1931

Po narození jejích synů, prince Mukarrama Jaha v roce 1933 a prince Muffakhama Jaha v roce 1939, si vzala plně na starost jejich výchovu. Oba princové se vzdělávali v Británii a později se oženili s ženami z Turecka. Jako nástupce jejího manžela na trůn byl jmenován jejich prvorozený syn a jeho potomci. 
Princezna se stala první ženou, která slavnostně otevřela letiště, které se vybudovalo v Hajdabárádu ve 40. letech minulého století. Taktéž slavnostně otevírala velkou nemocnici Osmania. Nechala postavit nemocnici s názvem Dětská & Všeobecná nemocnice Durru Shehvar, která byla určitě především pro ženy a děti ve starém městě Hajdabárád. V roce 1939 také otevřela nemocnici na koleji muslimské univerzity Aligarh.  Její poslední veřejné vystoupení ve městě bylo, když předsedala u slavnostního zahájení  Stříbrného Výročí Nizamského muzea v roce 2000. Naposledy navštívila Hajdabárád v roce 2004.

## Tituly
Její sultánská a vznešená výsost princezna Hatice Hayriye Ayşe Dürrüşehvar Sultan, Říšská princezna Osmanské říše, Princezna province Berar.